# استان گراسیاس آدیوس
استان گراسیاس آدیوس (به اسپانیایی: Gracias a Dios Department) یکی از استان‌های ۱۸ گانه کشور هندوراس در آمریکای مرکزی که در این کشور واقع شده است

## شهرستان‌ها
1. اهواس
2. Brus Laguna
3. Juan Francisco Bulnes
4. Puerto Lempira
5. Ramón Villeda Morales
6. Wampusirpi